# أدالارد من باريس

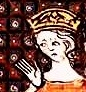
طفل أدالارد أديلايد من باريس

أدالارد من باريس (حوالي 830 - 10 أكتوبر 890) كان ثامن كونت لباريس وكونت بلاتيني.  كان ابن وولفارد من فلافيني وسوزان من باريس، وهي ابنة بيجو كونت تولوز. كان شقيقه هيلدوين الشاب رئيس دير سان دوني. تم تعيين شقيقه وولغرين الأول كونت أنغوليم وبيريغور. تبع أدالارد عمه ليوثارد الثاني.
ولد لأدالارد:
- ولفارد
- أديلايد من باريس (850 - 10 نوفمبر 901). تزوجت من الملك لويس ستامر [2] وأنجبت منه طفلان.